# Resident Evil (série de filmes)
Resident Evil é uma série de filmes de ficção científica baseada na franquia de jogos eletrônicos homônima distribuída pela companhia japonesa Capcom. Em 1997, o estúdio alemão Constantin Film adquiriu os direitos de adaptação da obra para o cinema, tendo Alan B. McElroy e George A. Romero como potenciais roteiristas. Em 2001, a Sony Pictures adquiriu os direitos e distribuição e contratou Paul W. S. Anderson como roteirista e diretor de Resident Evil, lançado no ano seguinte. Anderson manteve-se no cargo de roteirista e produtor nas sequências Resident Evil: Apocalypse (2004) e Resident Evil: Extinction (2007), regressando como diretor em Resident Evil: Afterlife (2010), Resident Evil: Retribution (2012) e Resident Evil: The Final Chapter (2016).
A fictícia Umbrella Corporation, que atua como principal antagonista na franquia, é uma companhia farmacêutica de bioengenharia que produz armas biológicas. A Umbrella foi responsável pelo "apocalipse zumbi" deflagrado após a contaminação da população da Terra pelo "T-vírus". O enredo narra os embates da protagonista Alice, uma personagem criada especialmente para o primeiro filme, e interpretada por Milla Jovovich. Alice, anteriormente funcionária da Umbrella Corporation, torna-se inimiga do conglomerado. Alguns personagens dos jogos eletrônicos também protagonizam a franquia cinematográfica, como Jill Valentine, Carlos Olivera, Claire Redfield, Albert Wesker, Chris Redfield, Barry Burton, Leon S. Kennedy e Ada Wong.
Apesar das constantes avaliações negativas pela crítica especializada, e com seis títulos lançados, Resident Evil é a mais bem-sucedida franquia cinematográfica baseada em jogos eletrônicos, tendo arrecadado mais de 1 bilhão de dólares em todo o mundo.

## Filmes

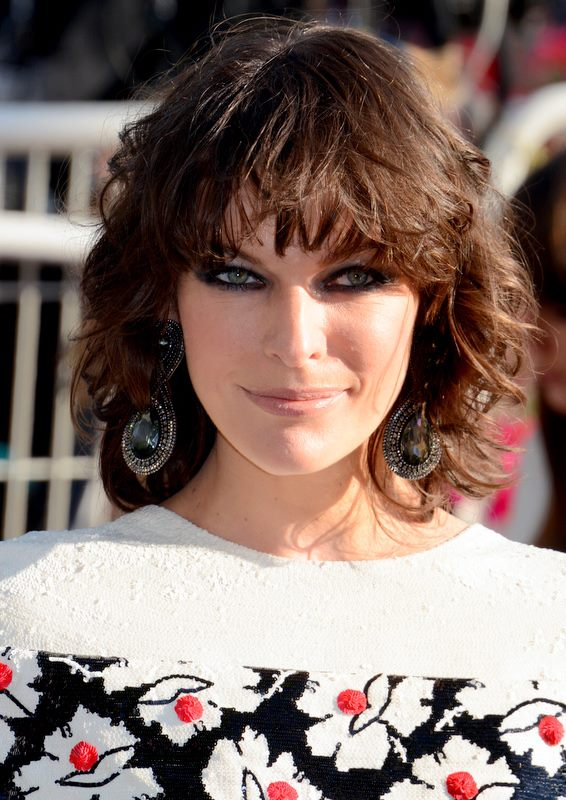
Milla Jovovich interpreta a protagonista Alice na série cinematográfica.

### Resident Evil: O Hóspede Maldito (2002)
Em janeiro de 1997, a companhia alemã Constantin Film adquiriu os direitos de adaptação da franquia de jogos eletrônicos Resident Evil, tendo Alan B. McElroy como provável roteirista. Em 2001, a Columbia TriStar entrou em fase de negociação final para adquirir os direitos de distribuição da franquia e orçamentou o filme em 40 milhões. George A. Romero foi contratado pela Sony e Capcom para dirigir e escrever o roteiro para o filme. Posteriormente, com seu roteiro rejeitado, Romero desligou-se do projeto. O produtor Yoshiki Okamoto afirmou que "o roteiro de Romero não era bom, então ele foi demitido". No final de 2000, Paul W. S. Anderson foi contratado pela Sony para escrever um roteiro e acabou assumindo a direção e produção do filme. Anderson afirmou que o filme não teria ligações diretas com o jogo eletrônico. No ano seguinte, a atriz Milla Jovovich fechou contrato para interpretar a protagonista Alice. No filme, a Umbrella Corporation opera uma pesquisa genética ultra-secreta conhecida como "Colmeia". Localizada no subsolo de Raccoon City, a "Colmeia" foi selada pela Rainha Vermelha (a inteligência artificial que controla o recinto) devido ao lançamento do T-Vírus. A Rainha Vermelha executa cada ser vivo no local para garantir que a contaminação não chegue à superfície. Entretanto, os corpos são revividos pelo T-Vírus e tornam-se zumbis. Alice (Milla Jovovich) serviu como segurança na empresa até que sua memória foi apagada pela Rainha Vermelha. Enquanto o grupo sobrevivente tenta fugir da Colmeia, um protótipo chamado "Licker" se liberta. 

### Resident Evil: Apocalipse (2004)
A produção de uma sequência teve início em 2003, após o sucesso comercial de Resident Evil. Anderson manteve-se como roteirista, mas abriu mão da direção por estar envolvido em Alien vs. Predator. O filme foi dirigido por Alexander Witt. No filme, a contaminação viral atinge a superfície, fazendo com que o Major Timothy Cain isole todas as entradas de Raccoon City na tentativa de conter a infecção. Entre os presos dentro da cidade estão Jill Valentine e seu parceiro Peyton Wells. Ao despertar de seu coma, Alice resgata os dois de um grupo de Lickers que fugiram da Colmeia. O trio é contactado por Dr. Charles Ashford, que aceitar revelar um ponto de evacuação da cidade em troca do resgate de sua filha Angela Ashford. Todos eles sabem os planos da Umbrella de incinerar Raccoon City para livra-se do vírus. Na tentativa de resgatar Angela, o grupo confronta pela primeira vez o monstro Nemesis. 

### Resident Evil: Extinction(2007)
Em novembro de 2005, a Screen Gems adquiriu os direitos para produção de um terceiro título na franquia, que acabou sendo intitulado Extinction. Anderson regressou ao papel de roteirista e as filmagens ocorreram no México sob a direção de Russell Mulcahy. O filme foi lançado em 21 de setembro de 2007. No filme, o mundo foi consumido pelo T-Vírus e a Umbrella Corporation desenvolve clones de Alice na expectativa de encontrar um que disponha dos mesmos poderes. Em outro lugar, Claire Redfield lidera um comboio de sobreviventes pelo deserto de Nevada, incluindo Carlos Olivera e L.J. Wayne. Alice parte em busca de sobreviventes e acaba unindo-se ao grupo de Redfield, após salvá-los de um ataque usando suas habilidades especiais. O grupo parte para Las Vegas para conseguir recursos e seguir para o Alasca, onde um lugar conhecido como "Arcadia" torna-se um santuário seguro. 

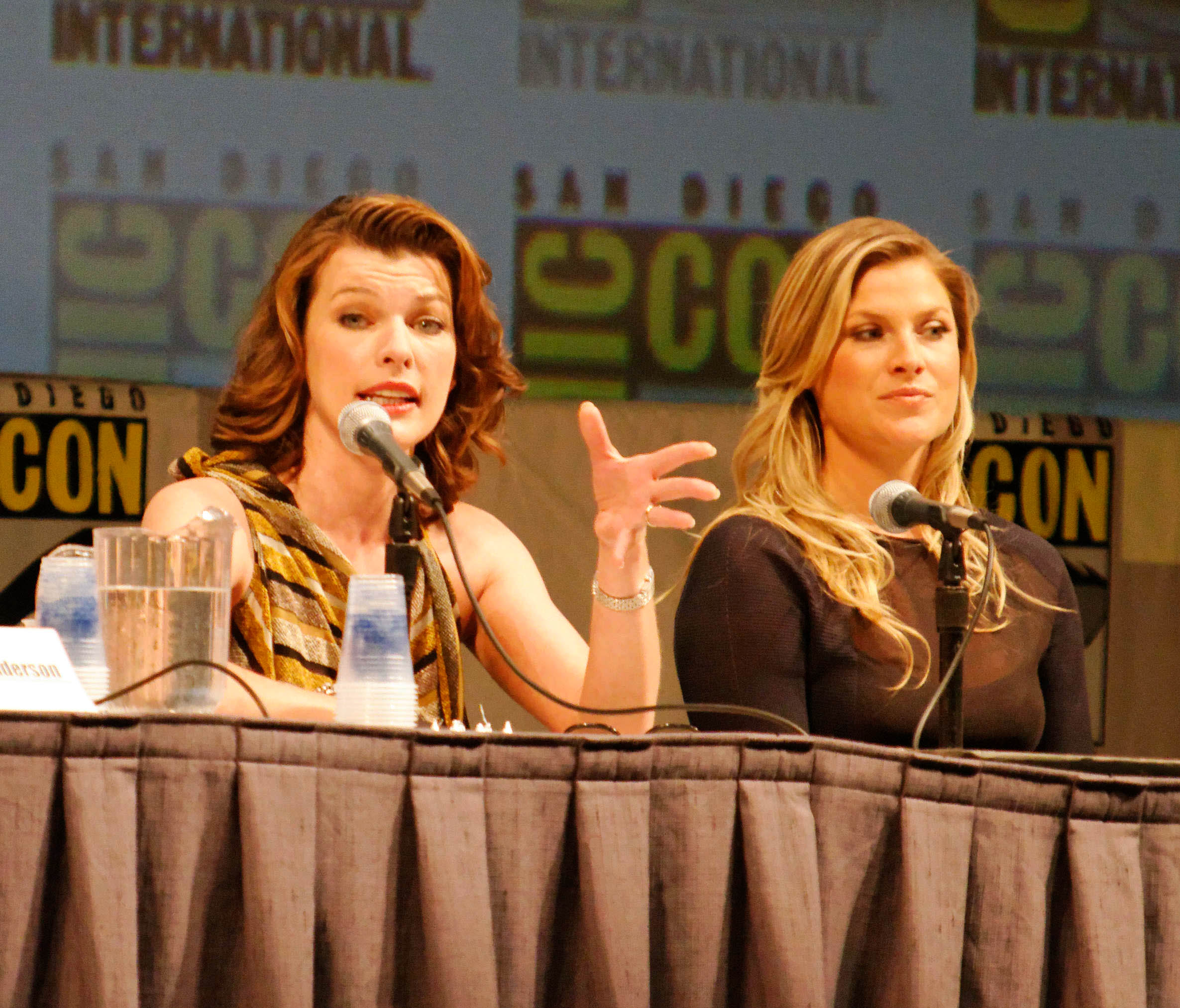
Ali Larter e Milla Jovovich apresentam Resident Evil: Afterlife na San Diego Comic-Con, 2010.

### Resident Evil: Afterlife(2010)
Antes do lançamento do terceiro título da franquia, Constantin preparou o lançamento de uma quarta sequência. O filme foi rodado no Japão e filmado em 3D através do sistema Fusion Camera, desenvolvido por James Cameron e Vince Pace para o filme Avatar. O filme foi escrito e dirigido por Paul W. S. Anderson. Após os eventos de Extinction, Alice e seus clones atacam a sede da Umbrella em Tóquio. Wesker foge e destrói o complexo, destruindo os clones e acaba confrontado por Alice em seu helicóptero. Após seis meses em uma busca aérea por sobreviventes, Alice parte em direção à mítica Arcadia. Alice chega a um aeroporto no Alasca, onde encontra Claire em um estágio diferente. Claire possui um equipamento de controle da Umbrella instalado em seu peito e sua memória foi apagada. Em Los Angeles, Claire e Alice encontram Luther West e Chris Redfield presos. Os sobreviventes explicam que Arcadia é, na realidade, um navio-tanque em busca de sobreviventes.
| Filme           | Data de lançamento     | Diretor(es)         | Roteirista(s)       | Produtor(es)                                                                     |
| --------------- | ---------------------- | ------------------- | ------------------- | -------------------------------------------------------------------------------- |
| Resident Evil 1 | 15 de março de 2002    | Paul W. S. Anderson | Paul W. S. Anderson | Jeremy Bolt, Samuel Hadida, Bernd Eichinger e Paul W. S. Anderson                |
| Resident Evil 2 | 10 de setembro de 2004 | Alexander Witt      | Paul W. S. Anderson | Don Carmody, Jeremy Bolt e Paul W. S. Anderson                                   |
| Resident Evil 3 | 21 de setembro de 2007 | Russell Mulcahy     | Paul W. S. Anderson | Jeremy Bolt, Robert Kulzer, Samuel Hadida, Bernd Eichinger e Paul W. S. Anderson |
| Resident Evil 4 | 10 de setembro de 2010 | Paul W. S. Anderson | Paul W. S. Anderson | Don Carmody, Jeremy Bolt, Robert Kulzer, Samuel Hadida e Paul W. S. Anderson     |
| Resident Evil 5 | 14 de setembro de 2012 | Paul W. S. Anderson | Paul W. S. Anderson | Don Carmody, Jeremy Bolt, Robert Kulzer, Samuel Hadida e Paul W. S. Anderson     |
| Resident Evil 6 | 27 de janeiro de 2017  | Paul W. S. Anderson | Paul W. S. Anderson | Jeremy Bolt, Robert Kulzer, Samuel Hadida e Paul W. S. Anderson                  |
| Resident Evil 7 | 24 de novembro de 2021 | Johannes Roberts    | Johannes Roberts    | James Harris, Robert Kulzer e Hartley Gorenstein                                 |

## Elenco e personagens
| Ator               | Personagem             | Filmes               | Filmes            | Filmes            | Filmes           | Filmes             | Filmes                   |
| Ator               | Personagem             | Resident Evil (2002) | Apocalypse (2004) | Extinction (2007) | Afterlife (2010) | Retribution (2012) | The Final Chapter (2016) |
| ------------------ | ---------------------- | -------------------- | ----------------- | ----------------- | ---------------- | ------------------ | ------------------------ |
| Milla Jovovich     | Alice                  | Protagonista         | Protagonista      | Protagonista      | Protagonista     | Protagonista       | Protagonista             |
| Michelle Rodriguez | Rain Ocampo            | Protagonista         |                   |                   |                  | Regular            |                          |
| Eric Mabius        | Matt Addison / Nemesis | Regular              | Convidado1        |                   |                  |                    |                          |
| Matthew G. Taylor  | Matt Addison / Nemesis |                      | Regular           |                   |                  |                    |                          |
| Ali Larter         | Claire Redfield        |                      |                   | Regular           | Regular          |                    | Regular                  |
| Shawn Roberts      | Albert Wesker          |                      |                   |                   | Regular          | Regular            | Regular                  |
| Michaela Dicker    | Rainha Vermelha        | Co-Protagonista      |                   |                   |                  |                    |                          |
| Megan Charpentier  | Rainha Vermelha        |                      |                   |                   |                  | Co-Protagonista    |                          |
| Ever Gabo Anderson | Rainha Vermelha        |                      |                   |                   |                  |                    | Co-Protagonista          |
| Oded Fehr          | Carlos Olivera         |                      | Co-Protagonista   | Co-Protagonista   |                  | Co-Protagonista    |                          |
| Iain Glen          | Dr. Isaacs             |                      | Co-Protagonista   | Co-Protagonista   |                  |                    | Co-Protagonista          |
| Sienna Guillory    | Jill Valentine         |                      | Regular           |                   | Convidado2       | Regular            |                          |

↑1  O ator Eric Mabius não retorna para gravar novas cenas em Apocalypse mas tem aparições de flashbacks com cenas gravadas anteriormente
↑2  Resident Evil: Afterlife a atriz Sienna Guillory interpreta a personagem Jill Valentine em uma participação especial, numa cena pós-creditos